# 대한민국 상법 제323조
대한민국 상법 제323조는 발기인, 임원의 연대책임에 대한 상법 회사법의 조문이다.

## 조문
第323條 (發起人, 任員의 連帶責任) 理事 또는 監事가 第313條第1項의 規定에 依한 任務를 懈怠하여 會社 또는 第三者에 對하여 損害를 賠償할 責任을 지는 境遇에 發起人도 責任을 질때에는 그 理事, 監事와 發起人은 連帶하여 損害를 賠償할 責任이 있다.